# LTTV Leutzscher Füchse 1990
Der LTTV Leutzscher Füchse 1990 ist ein Tischtennisverein aus Leipzig. Dessen Damenmannschaft spielte von 2012 bis 2017 in der 1. Bundesliga. 2014 nahmen 17 Herren-, vier Damen- und drei Jugendmannschaften am Spielbetrieb teil. Die drei Jugendmannschaften spielten in der Stadtliga Leipzig. Zudem wird aktiv Behindertensport betrieben.
LTTV steht für Leipziger Tischtennisverein.

## Werdegang
Im Juli 1990 wurde der Verein LTTV Leutzscher Füchse als Nachfolger der seit 1953 bestehenden Tischtennisabteilung der BSG Chemie Leipzig gegründet. Zunächst nahmen nur Herrenmannschaften am Spielbetrieb teil. Auf Betreiben des heutigen Präsidenten Christian Klas wurde 1997 auch ein Damenteam für den Spielbetrieb angemeldet.
Nach mehreren Aufstiegen – beginnend in der Kreisliga – erreichte die Mannschaft 2007 die Regionalliga, 2010 die 2. Bundesliga. In der Saison 2010/11 gehörte mit Paula Medina (Kolumbien) die erste Südamerikanerin der Bundesligageschichte zum Stamm, die sich später für die Olympischen Sommerspiele in London qualifizieren konnte. Am Ende der Saison 2011/12 belegte das Team Platz vier, konnte aber – begünstigt durch mehrere Rückzüge und Aufstiegsverzichte anderer Vereine – in die 1. Bundesliga aufsteigen. Zur Aufstiegsmannschaft gehörten die Stammspielerinnen Alexandra Urban, Sonja Busemann, Linda Renner, Anna-Marie Helbig und Huong Do Thi. In der Folgesaison verstärkte man sich mit der Nationalspielerin Kathrin Mühlbach und bildete im Durchschnitt das jüngste Team der Liga. Die drei gebürtigen Leipzigerinnen Renner, Helbig und Do Thi stammen aus dem eigenen Nachwuchs.
Die Liga konnte allerdings nicht gehalten werden. 2017 belegte das Team zum wiederholten Male den letzten Platz und stieg diesmal in die 2. Bundesliga ab. In den Jahren zuvor verblieb man in der 1. BL, obwohl es nur zum Tabellenletzten reichte, weil andere Vereine Mannschaften zurückzogen.